# Kućanci
Kućanci falu Horvátországban, Eszék-Baranya megyében. Közigazgatásilag Magadenovachoz tartozik.

## Fekvése
Eszéktől légvonalban 43, közúton 52 km-re nyugatra, Nekcsétől légvonalban 18, közúton 24 km-re északkeletre, községközpontjától 4 km-re nyugatra, a Szlavóniai-síkságon, a Vučica és a Karašica folyók között fekszik.

## Története
A régészeti leletek tanúsága szerint területe már a középkorban is lakott volt. 2008-ban a Szlobodnica – Alsómiholjác gázvezeték építését megelőzően leletmentő ásatásokat folytattak a falu határában, melynek során két lelőhelyet tártak fel. A „Dubrava” lelőhely a falutól mintegy 500 méterre keletre, a „Selište” lelőhely pedig 500 méterre délre található. Mindkét helyen középkori településre utaló leletek, főként kerámia edények töredékei, fémtárgyak, egykori házak maradványai kerültek elő. A lelőhelyek szélesebb körű feltárására nem volt lehetőség, mivel a feltárás a vezeték nyomvonalán folyt.
A falu a török uralom idején keletkezett a Felső-Drinamentéről érkezett pravoszláv szerbek betelepítésével. Nevét a betelepülők sajátos házépítési módszeréről (kućerce) kapta, mely a szomszédos települések lakossága körében gúny tárgyát képezte. Először 1680-ban említik, amikor már 80 ház állt a településen. A lakosság száma olyan ütemben nőtt, hogy 1685-re már Alsómiholjácnál is népesebb település lett. Birtokosa a valpói Arszlán bég volt. A környező településekkel együtt 1687-ben szabadult fel a török uralom alól. A falu 1698-ban „Kutyanczi” néven Klokocsevacz hajdútelepülés északi szomszédjaként adatok nélkül szerepel a szlavóniai települések kamarai összeírásában. 1702-ben 20 ház állt a településen.
Az első katonai felmérés térképén „Kucsancze” néven található. Lipszky János 1808-ban Budán kiadott repertóriumában „Kuchancze” néven szerepel. Nagy Lajos 1829-ben kiadott művében „Kuchancze” néven 149 házzal, 139 katolikus és 788 ortodox vallású lakossal találjuk. A 19. század végén környékbeli horvátokat, dunai svábokat és dél-magyarországi magyarokat telepítettek be a környező földek és erdők megművelésére.
1857-ben 813, 1910-ben 585 lakosa volt. Verőce vármegye Alsómiholjáci járásához tartozott. Az 1910-es népszámlálás adatai szerint lakosságának 47%-a szerb, 28%-a horvát, 14%-a magyar, 9%-a német anyanyelvű volt. Az első világháború után 1918-ban az új szerb-horvát-szlovén állam, majd később (1929-ben) Jugoszlávia része lett. A második világháború idején a magyar és német lakosságot elűzték. Sokakat a valpói gyűjtőtáborba hajtottak.
1960-ig Kućanciban két utca volt. A Kućanci utca, amelyben elsősorban a szerbek találhatók, és a Jarak utca, ahol a horvátok laknak. A Jarak (árok) utcán régen egy csatorna vezetett végig, amelyet fűzfák szegélyeztek. Erről kapta a nevét. Még ma is, amikor a Matija Gubec utcára mennek, a háztulajdonosok Jarakba mennek. 1942-ben nagy betonkereszt állítottak fel a Matija Gubec utca bejáratánál. 1960-ban a Kućanci utca nevét Ivo Marinković utcává keresztelték át (az 1990-es években neve Kralj Zvonimir utcára változott), a Jarak utca pedig az egykori parasztvezérről Matija Gubec utca lett. 1991-ben lakosságának 54%-a szerb, 41%-a horvát, 3%-a jugoszláv nemzetiségű volt. 2011-ben a falunak 513 lakosa volt.

## Lakossága
| Lakosság változása | Lakosság változása | Lakosság változása | Lakosság változása | Lakosság változása | Lakosság változása | Lakosság változása | Lakosság változása | Lakosság változása | Lakosság változása | Lakosság változása | Lakosság változása | Lakosság változása | Lakosság változása | Lakosság változása | Lakosság változása |
| ------------------ | ------------------ | ------------------ | ------------------ | ------------------ | ------------------ | ------------------ | ------------------ | ------------------ | ------------------ | ------------------ | ------------------ | ------------------ | ------------------ | ------------------ | ------------------ |
| 1857               | 1869               | 1880               | 1890               | 1900               | 1910               | 1921               | 1931               | 1948               | 1953               | 1961               | 1971               | 1981               | 1991               | 2001               | 2011               |
| 813                | 853                | 783                | 911                | 1.121              | 1.338              | 1.233              | 1.457              | 1.238              | 1.332              | 1.244              | 1.012              | 840                | 715                | 622                | 513                |

## Gazdaság
A község gazdaságában a mezőgazdasági termelés és az állattenyésztés, a kereskedelem, valamint a vendéglátás dominálnak és más tevékenységeknek csak kis részben vannak képviselve. Az állattenyésztés és a szántóföldi gazdálkodás mellett kedvezőek a feltételek a kertészet, a gyümölcstermesztés, a kisállatok (baromfi, sertéstenyésztés) és a virágkertészet fejlesztéséhez.

## Nevezetességei
- Szent Péter és Pál apostolok tiszteletére szentelt pravoszláv temploma 1828-ban épült a régi, Szent György fatemplom helyén. Az ortodox temető egyidős a faluval.
- Szent Máté apostol és evangélista tiszteletére szentelt római katolikus temploma 1941-ben épült. A šljivoševci plébánia filiája. A katolikus temetőt 1942-ben létesítették, addig a halottakat a šljivoševci temetőbe temették.

## Oktatás
A településen a magadenovaci általános iskola alsó tagozatos területi iskolája működik. A felsős tanulók a magadenovaci általános iskolába járnak.

## Sport
Az NK Kućanci labdarúgócsapata a megyei 3. ligában szerepel.

## Egyesületek
- DVD Kućanci önkéntes tűzoltó egyesület, alapítva 1959.
- Udruga žena Kućanci nőegyesület
- Udruga mladih Kućanci ifjúsági egyesület

## Híres emberek
Itt született 1914. szeptember 11-én Pál szerb pravoszláv pátriárka.